# ランドロームジャパン
株式会社ランドロームジャパンは千葉県と茨城県を営業基盤とするスーパーマーケット「ランドロームフードマーケット」を運営する企業である。本社は千葉県船橋市三咲5丁目9番7号。

## 概要
旧社名が「スーパームラコシ」および「ムラコシ」だったため、年配者や改称以前からの利用者の中には「ムラコシ」と呼ぶ人もいる（店舗の看板や沿道の案内看板に「ムラコシ」や「Murakoshi」と併記されている）。
他社が不採算店として閉鎖した小型店を継承して多店化を進めて売り上げを伸ばした一方で、自社の小型店を他社に売却して撤退するなど店舗網の再編を進めた。

## 沿革
（この節の出典）
- 1968年（昭和43年） - 「ムラコシ青果店」として創業。
- 1975年（昭和50年） - 「株式会社スーパームラコシ」設立（資本金100万円）。
- 1983年（昭和58年） - CGCグループに加盟[2]。資本金1600万円に増資。
- 1989年（平成元年） - 資本金3200万円に増資。
- 1990年（平成2年） - 「株式会社ムラコシ」に社名変更。資本金5000万円に増資。
- 1997年（平成9年） - 「株式会社ランドロームジャパン」に社名変更。

## 店舗
- 千葉県
  - 三咲店（船橋市） -  創業時の店舗であり、本店[2][注釈 1]。1973年（昭和48年）「スーパームラコシ三咲店」として開店。本社を併設している。
  - 西白井店（白井市）-  1988年（昭和63年）に売場面積約150坪で出店し、売場面積約260坪に増床した[2]。2020年（令和2年）7月18日、リニューアルオープン[4]。
  - 八街店（八街市） -  1995年（平成7年）開店[5][注釈 2]
  - 山王店（千葉市稲毛区） - 1996年（平成8年）開店。
  - 都賀店（千葉市若葉区） -  2010年（平成22年）開店。元はいなげや都賀店。
  - 矢作店（千葉市中央区） -  2017年（平成29年）開店。
  - ニュータウン南店（印西市） -  1998年（平成10年）11月「千葉ニュータウン店」として売場面積約300坪で開店。1999年（平成11年）年増床。[6]。
  - 布佐南口店（我孫子市） -  2011年（平成23年）開店。
  - 東吉田店（八街市） -  2004年（平成16年）1月開店。[7]。
  - 山武店（山武市） -  2001年（平成13年）1月25日開店。[8][8]。
  - 九十九里店（九十九里町） -  2006年（平成18年）開店。
  - 富津店（富津市） -  2008年（平成20年）開店。
  - 富里店（富里市） -  2010年（平成22年）開店。
  - アスモ茂原店（茂原市） - 2022年（令和4年）開店。
- 茨城県
  - K&T店（龍ケ崎市） -  1994年（平成6年）開店。
  - 龍ヶ岡店（龍ケ崎市） -  1997年（平成9年）10月30日開店。[9][1]。
  - 利根店（利根町） -  2003年（平成15年）開店。
  - 阿見店（阿見町） -  2011年（平成23年）開店。

### 過去に存在した店舗
- 日医大駅前店（印西市・開店当時は印旛村） - 2000年（平成12年）3月24日に開店[10]。2011年（平成23年）5月8日、東日本大震災による店舗建物の損害の改修について、建物所有者との折り合いがつかなかったことを理由に閉店。
- ムラコシ竜ヶ崎店（龍ケ崎市）[1]
- 牛久店（牛久市） -  2010年（平成22年）10月14日開店。2016年（平成28年）8月16日閉店。
- 新利根店（稲敷市） - 2007年（平成19年）開店。2018年（平成30年）10月28日閉店[11]。跡地には2020年（令和2年）2月21日、フードスクエアカスミ新利根店が開店[12]。